# Albert Anker

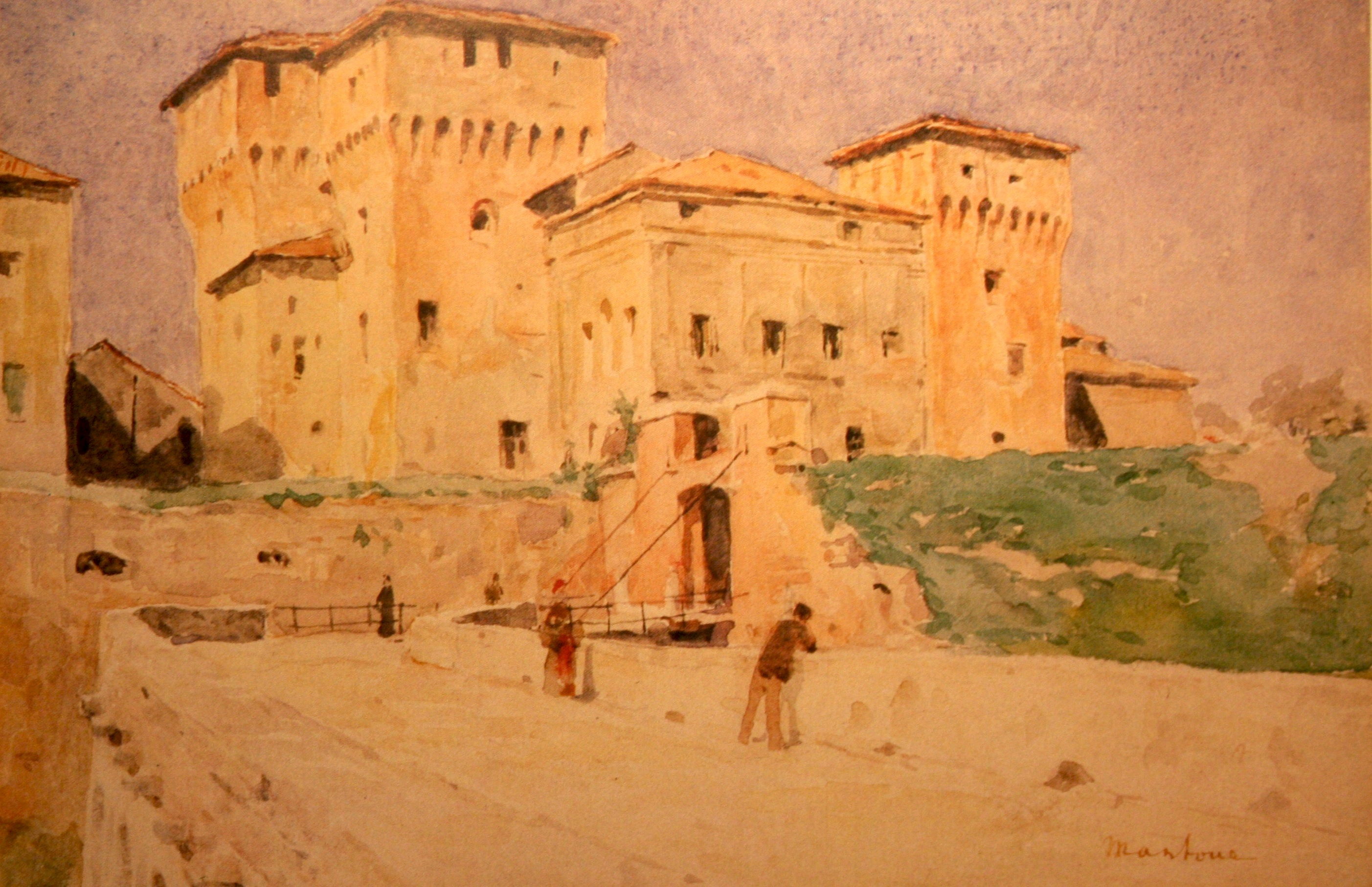
Albert Anker, Castello di San Giorgio in Mantua con la Palazzina della Paleologa, 1891.

Albert Anker (Ins, 1º aprile 1831 – Ins, 16 luglio 1910) è stato un pittore svizzero.

## Biografia
Albert Anker nacque il 1º aprile 1831 a Ins nel cantone di Berna, in Svizzera.
Era il secondo figlio del veterinario di Anet, Samuel Anker (1791–1860). Andò a scuola a Neuchâtel, dove, in compagnia di Auguste Bachelin, prese le sue prime lezioni di disegno con Louis Wallinger tra il 1845 e il 1848. 
Successivamente studiò al liceo Kirchenfeld di Berna, dove fece la sua maturità nel 1851. 
Anker iniziò poi a studiare teologia presso l'Università di Berna e proseguì presso quella di Halle, in Germania. Ma scrive al padre nel Natale del 1853, da Jena, di sentirsi irresistibilmente attratto da una carriera artistica.
Tra il 1855 e il 1860 studiò presso l' «École nationale supérieure des beaux-arts de Paris» e frequentò lo studio del pittore svizzero Charles Gleyre. Quest'ultimo, nonostante il rigore accademico del suo insegnamento, formò un'intera generazione di studenti di talento come Renoir o Monet. Il giovane Albert, dal temperamento creativo, si sentiva trattenuto dall'insegnamento estremamente tecnico. Tuttavia, le sue nature morte accarezzate dalla luce testimoniano la maestria acquisita grazie a Gleyre. Allestì uno studio nella casa dei suoi genitori e partecipò regolarmente a mostre in Svizzera e a Parigi.
Anker sposò, nel 1864, Anna Rüfli, di Langnau, un'amica della sua defunta sorella Louise. La coppia ebbe sei figli, due dei quali morirono molto giovani, gli altri quattro Louise, Marie, Maurice e Cécile compaiono in alcuni suoi quadri.
Nel 1866 iniziò a realizzare modelli per il ceramista Théodore Deck; nel corso degli anni realizzerà più di 300 progetti per la maiolica. Lo stesso anno riceve la medaglia d'oro al «Salon» di Parigi per «Schlafendes Mädchen im Walde» (1865) e «Schreibunterricht» (1865).
La famiglia Anker generalmente trascorreva l'inverno a Parigi e l'estate ad Anet. Tra il 1870 e il 1874 fu eletto deputato al Gran Consiglio del cantone di Berna, dove sostenne la costruzione del Museo di Belle Arti. Anker viaggiò molto, Bruxelles, Anversa, Gand, Lilla. Trascorse l'inverno 1883-1884 all'Accademia Colarossi dove realizzò acquarelli, poi partì per l'Italia. Anker fu membro della Commissione Federale di Belle Arti, per la prima volta dal 1889 al 1893, poi dal 1895 al 18981.
Nel 1890 rinunciò alla sua casa parigina per vivere solo ad Anet. Dal 1891 fece parte della commissione federale della Fondazione Gottfried Keller. Fu membro della giuria dell'Esposizione Internazionale d'Arte di Monaco (Baviera) nel 1897. Nel 1899 fece il suo ultimo viaggio a Parigi. Nel 1900 l'Università di Berna gli conferì il titolo di dottore honoris causa.
Nel settembre 1901 subì un ictus che gli paralizzò temporaneamente la mano destra. A causa di questa disabilità non gli fu più possibile lavorare su tele di grandi dimensioni. In una posizione di lavoro per lui comoda - seduto su una sedia e il foglio di carta appoggiato sulle ginocchia - dipinge acquerelli, più di 500.
Albert Anker morì il 16 luglio 1910 all'età di 79 anni nella sua casa di Ins. Furono organizzate due mostre commemorative, la prima al Museo d'Arte e Storia di Neuchâtel dal 1° al 30 novembre 1910, la seconda al Museo di Belle Arti di Berna dal 15 gennaio al 12 febbraio 1911. Molte delle sue sono apparse sui francobolli svizzeri. La Fondazione Albert Anker fu istituita in suo onore e uno studio a Ins, dove ha trascorso la maggior parte della sua vita, fu trasformato in un museo.

## Galleria d'immagini

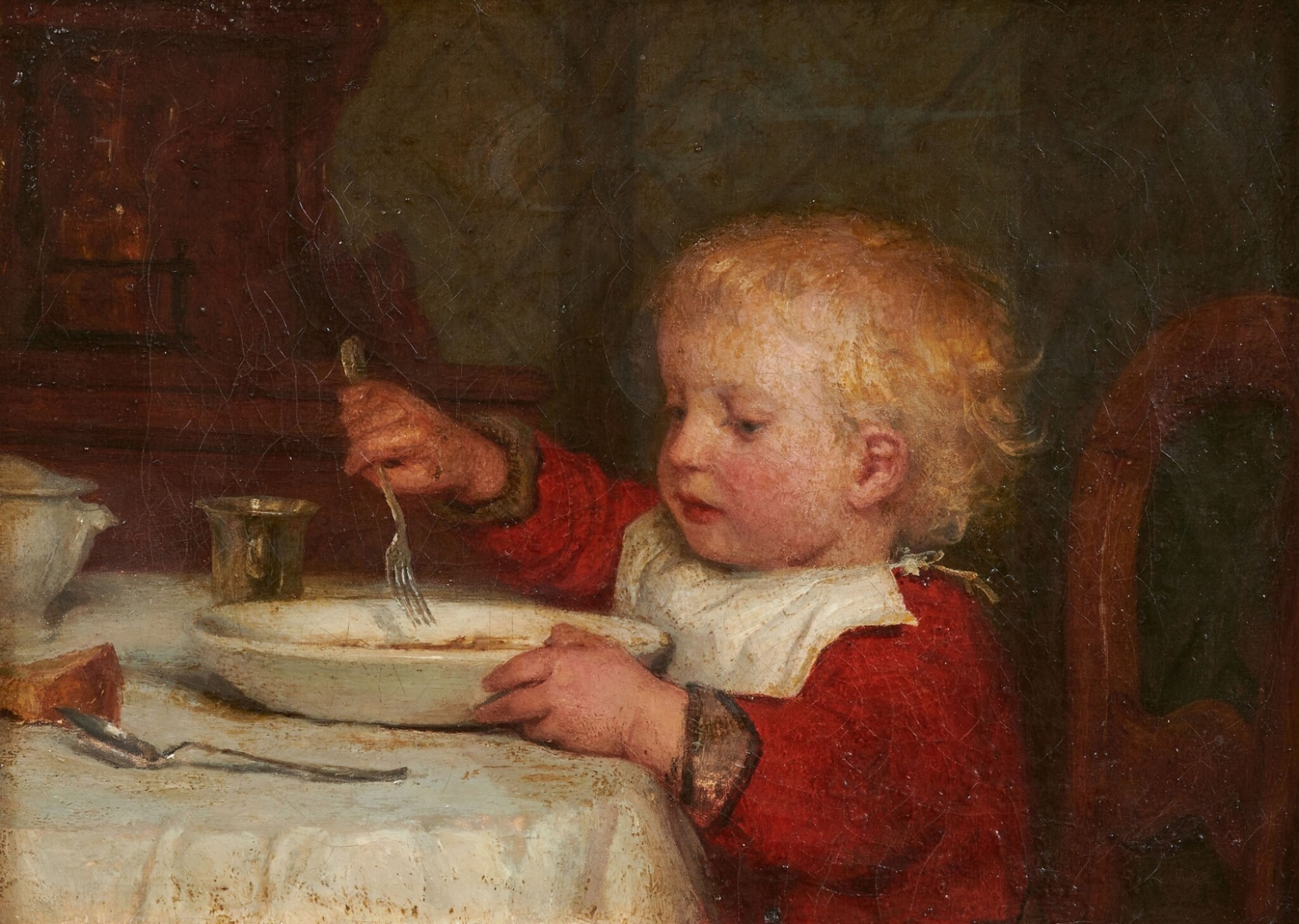
Bambino a tavola (Ruedi Anker), 1869
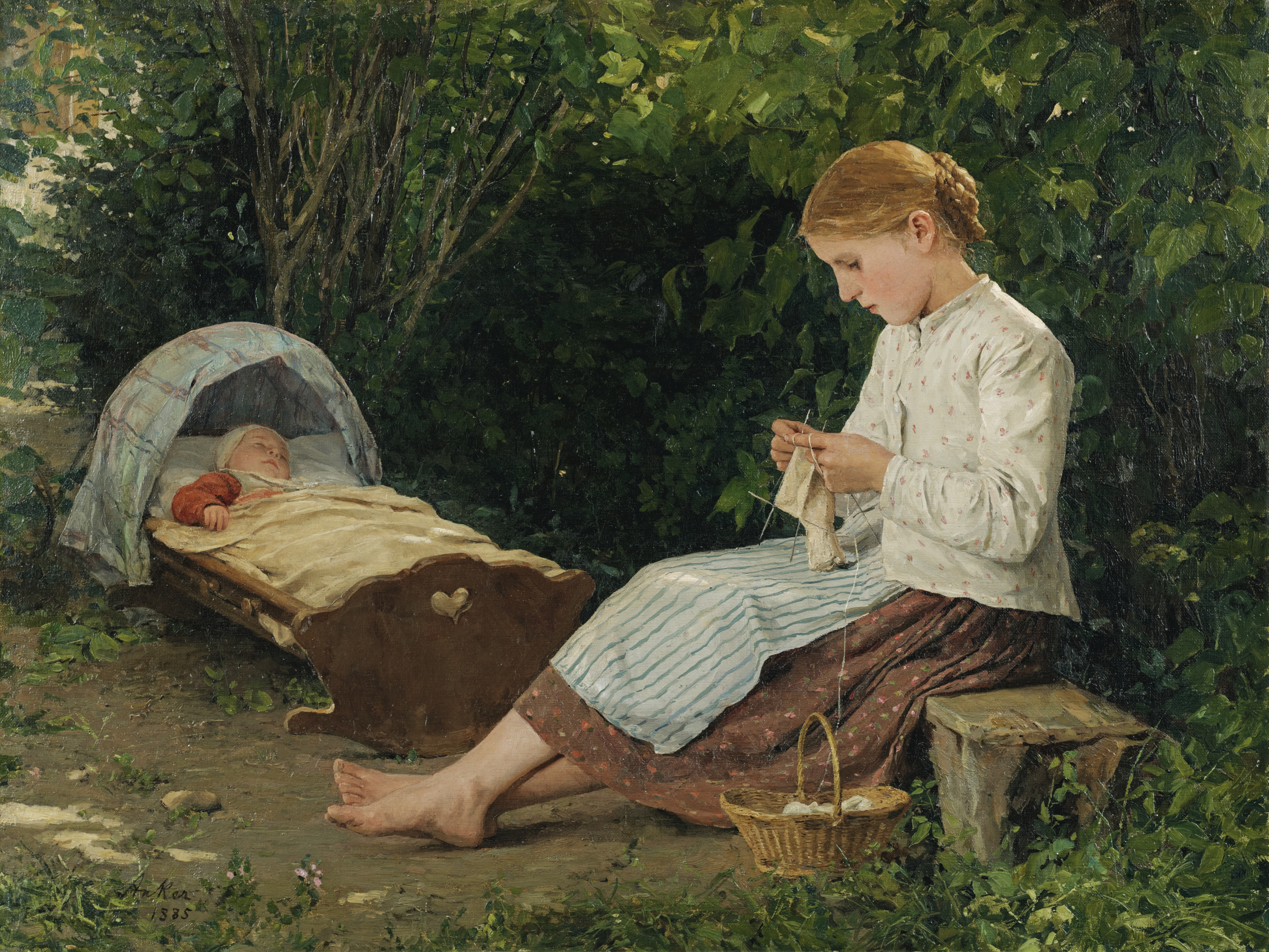
Bambina lavorando a maglia, badando a un bambino nella culla, 1884
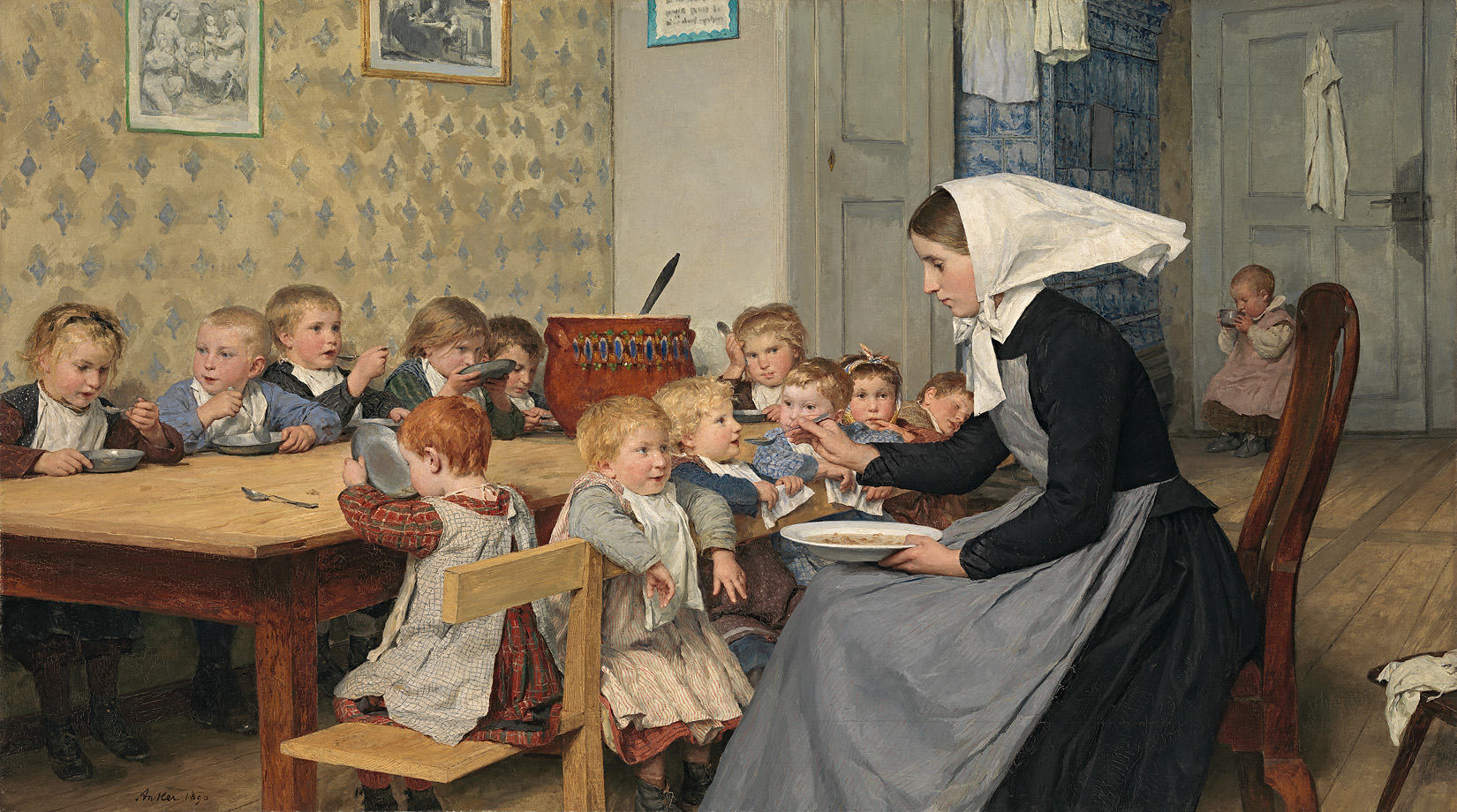
L'asilo nido, 1890
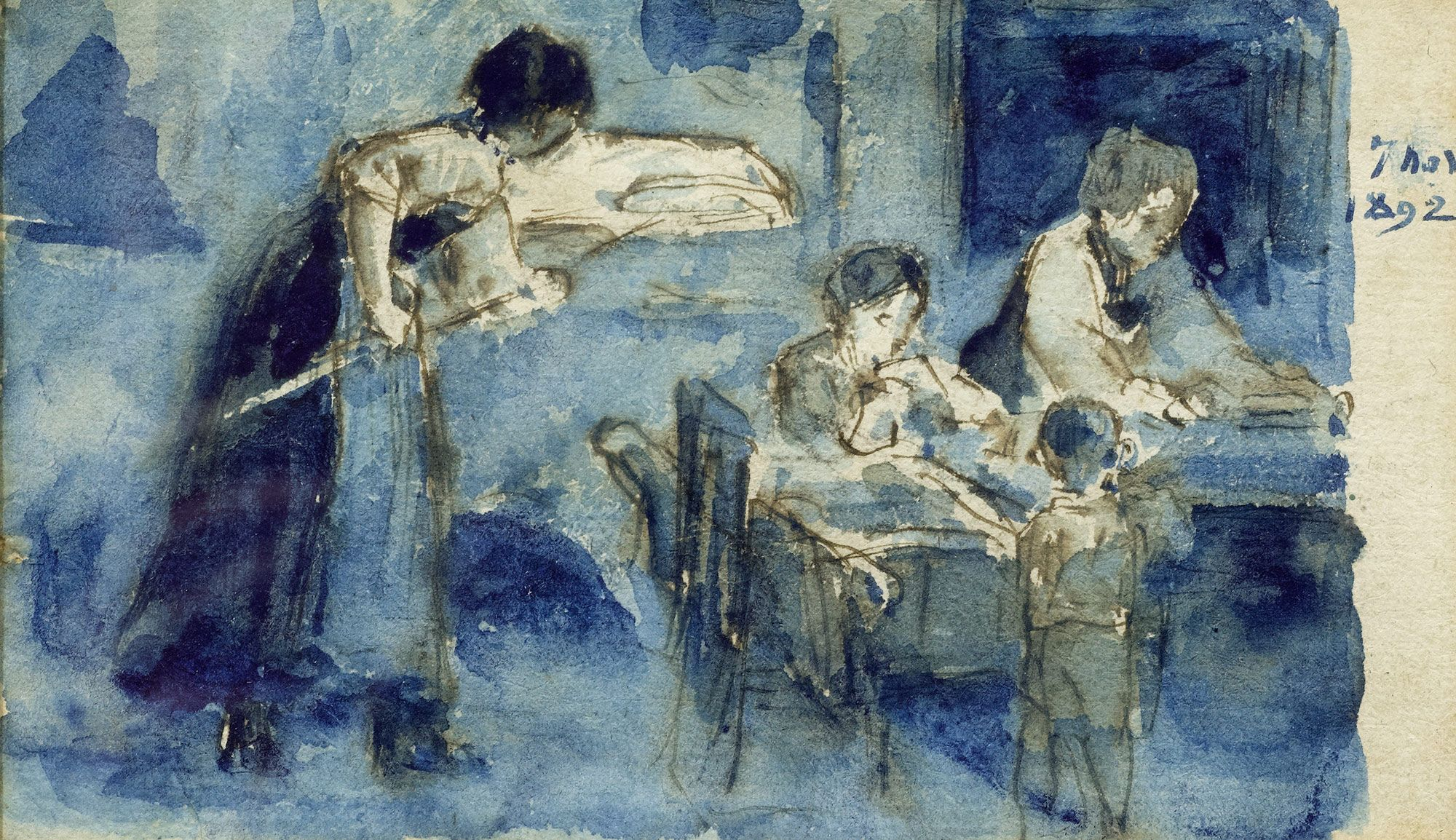
Scena in cucina, 1892
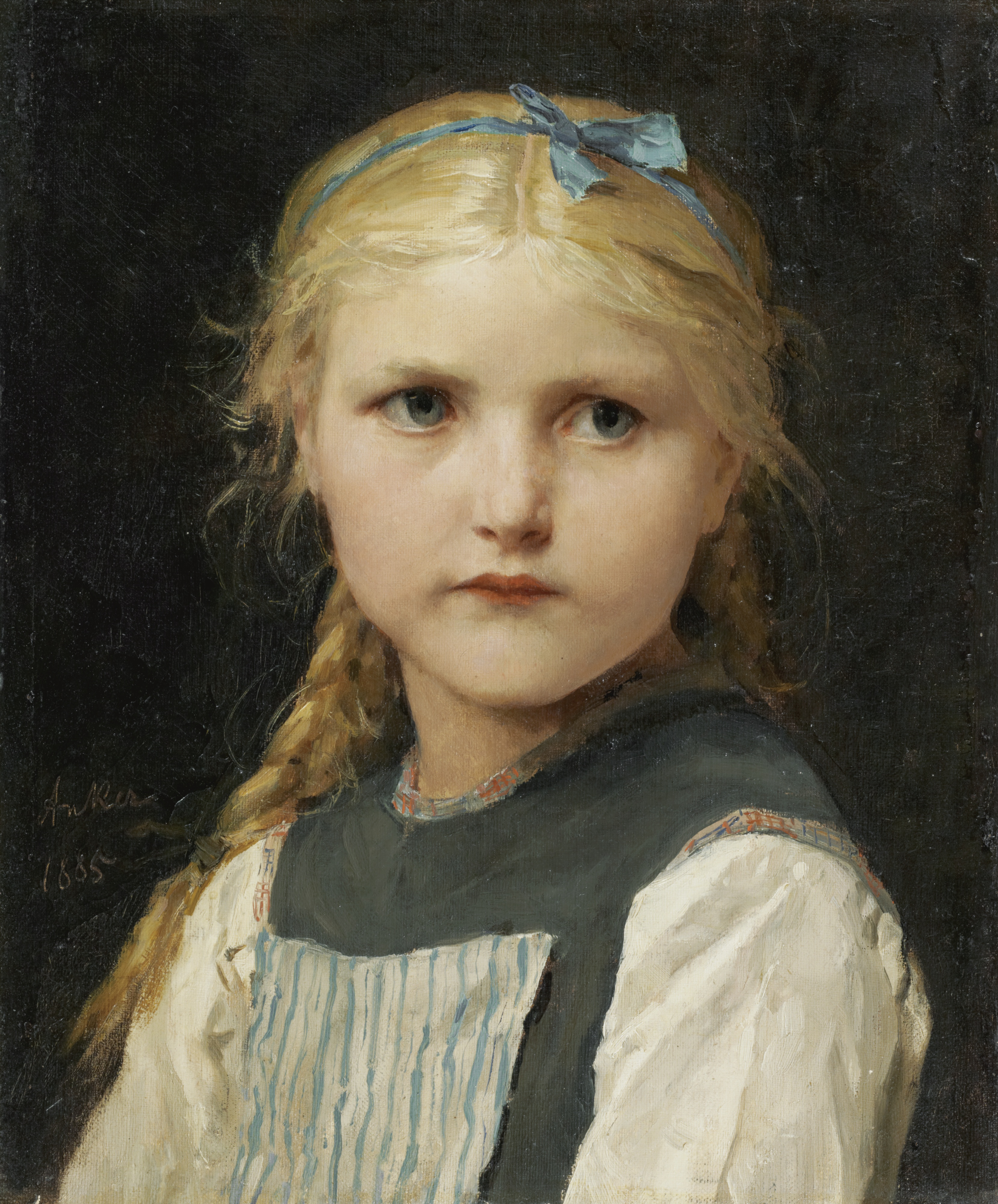
Ritratto di bambina, 1885
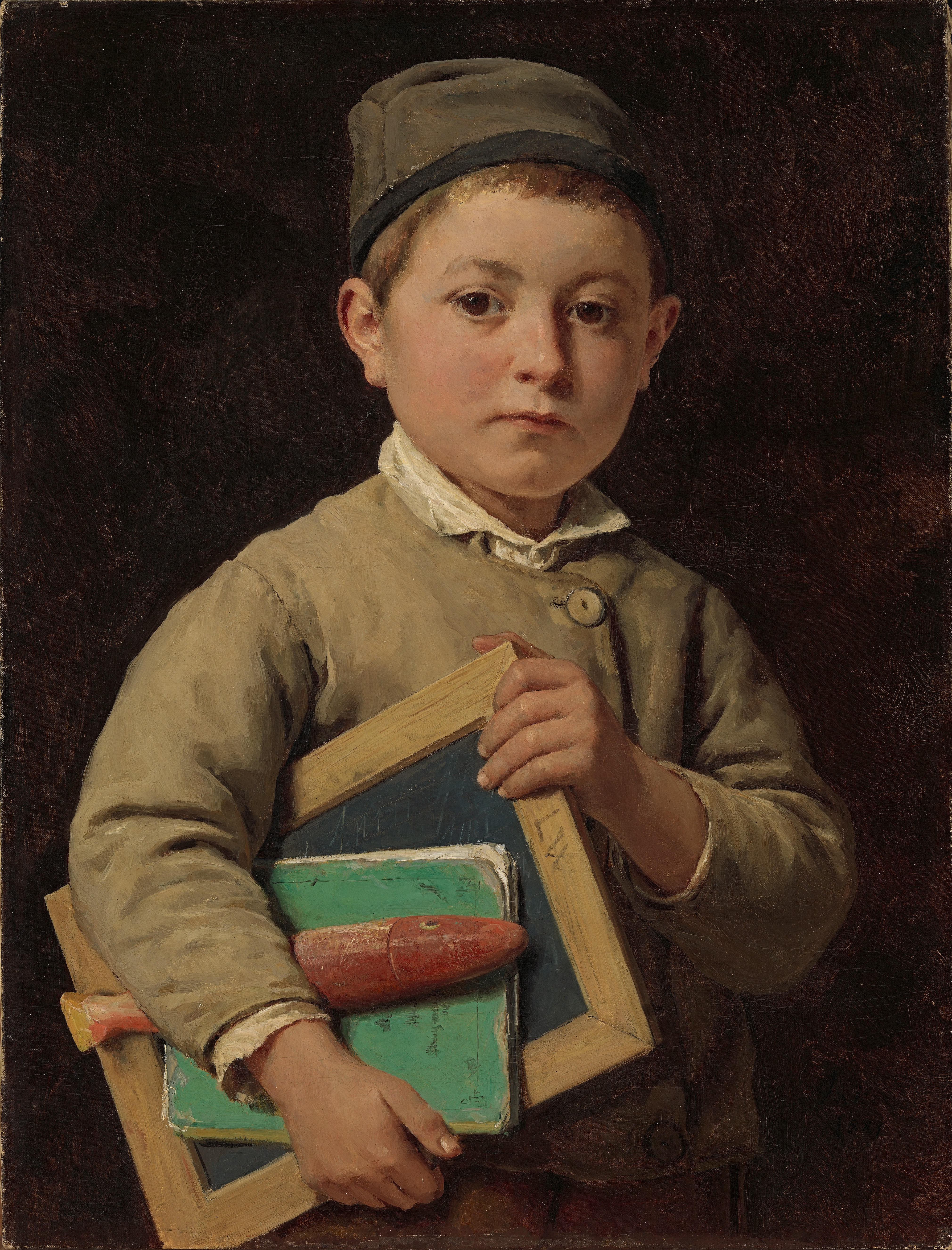
Bambino a scuola, 1881
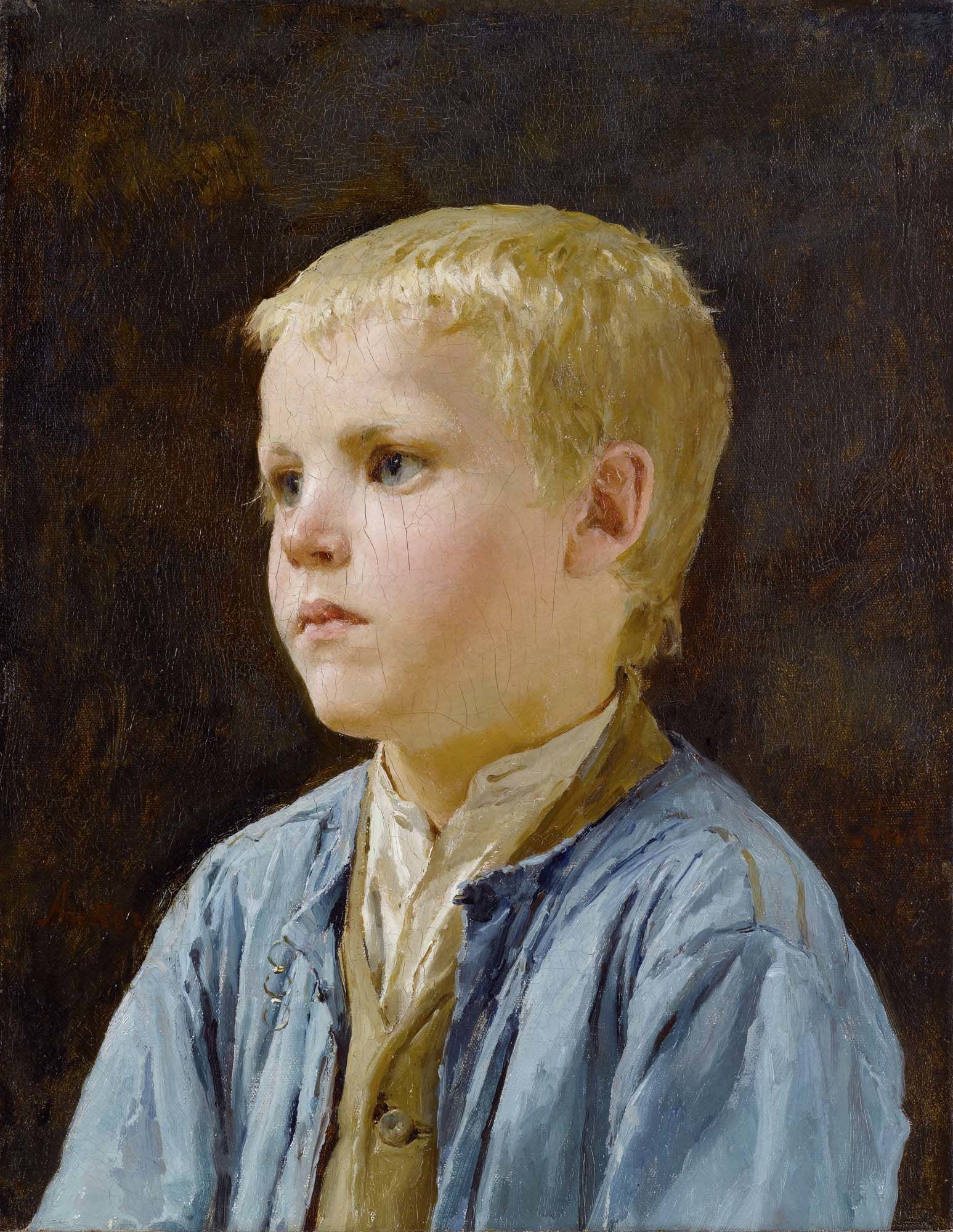
Ritratto di bambino, data sconosciuta
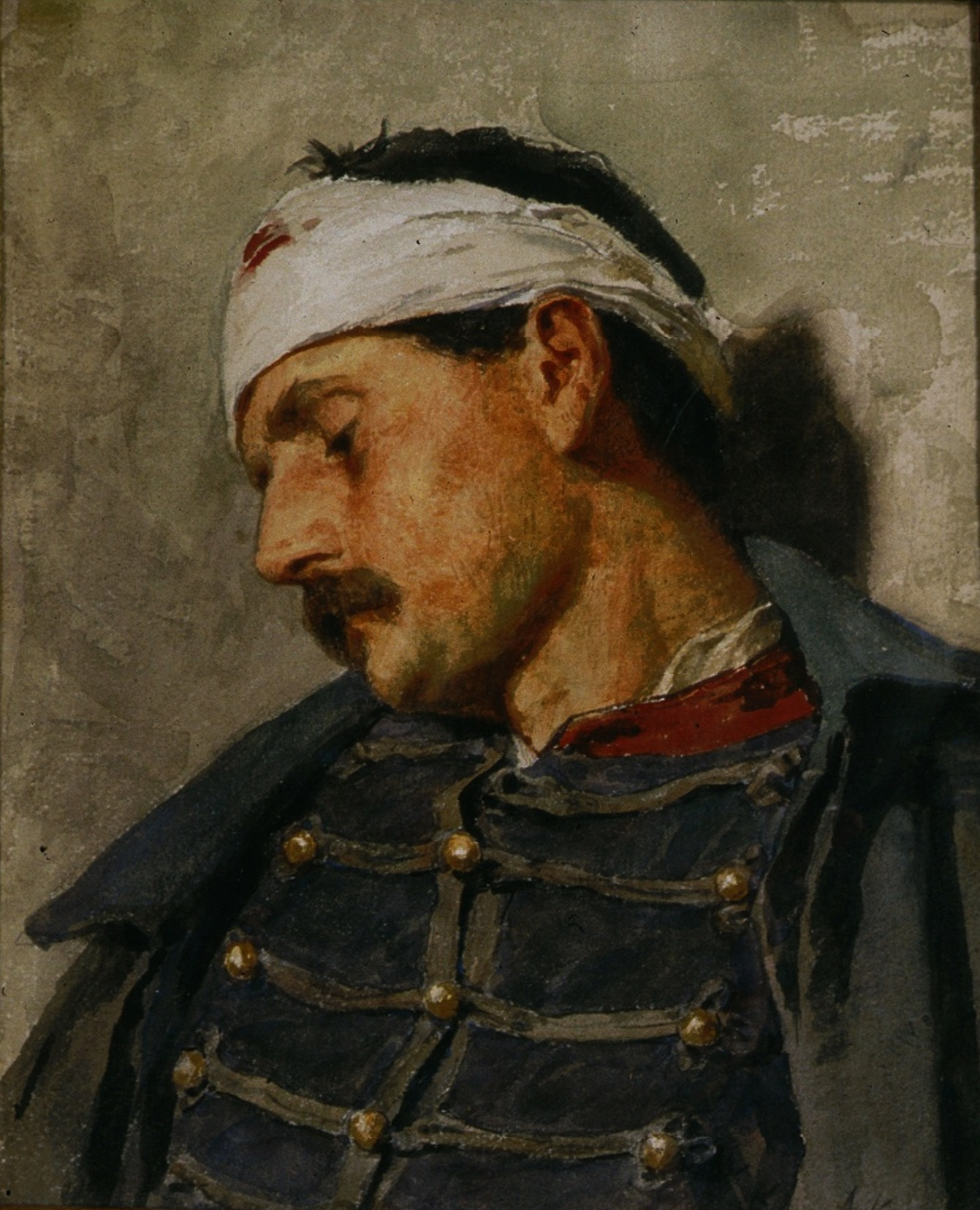
Soldato ferito, probabilmente 1870
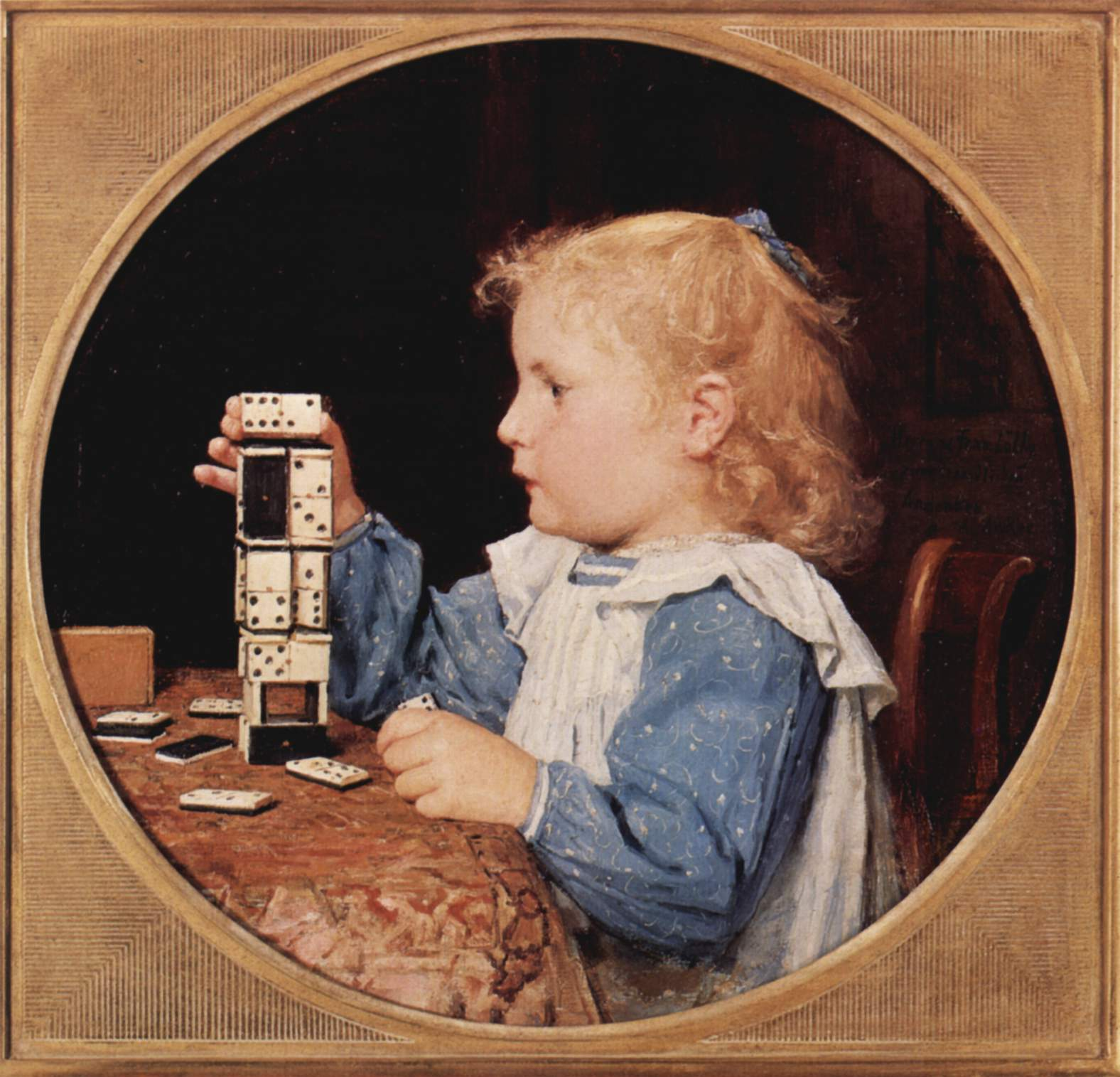
La bambina con i blocchi domino, 1900
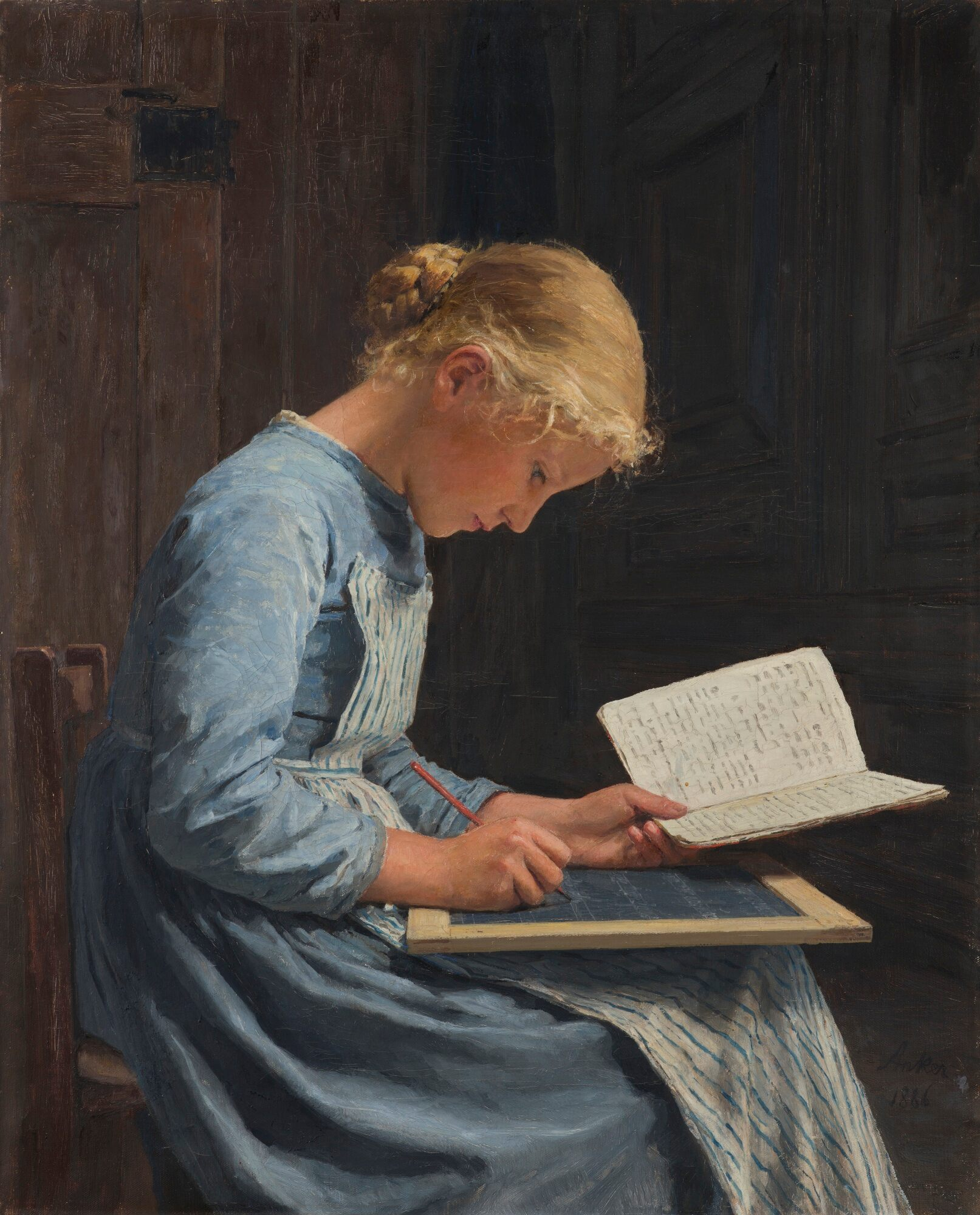
Diligente, 1886
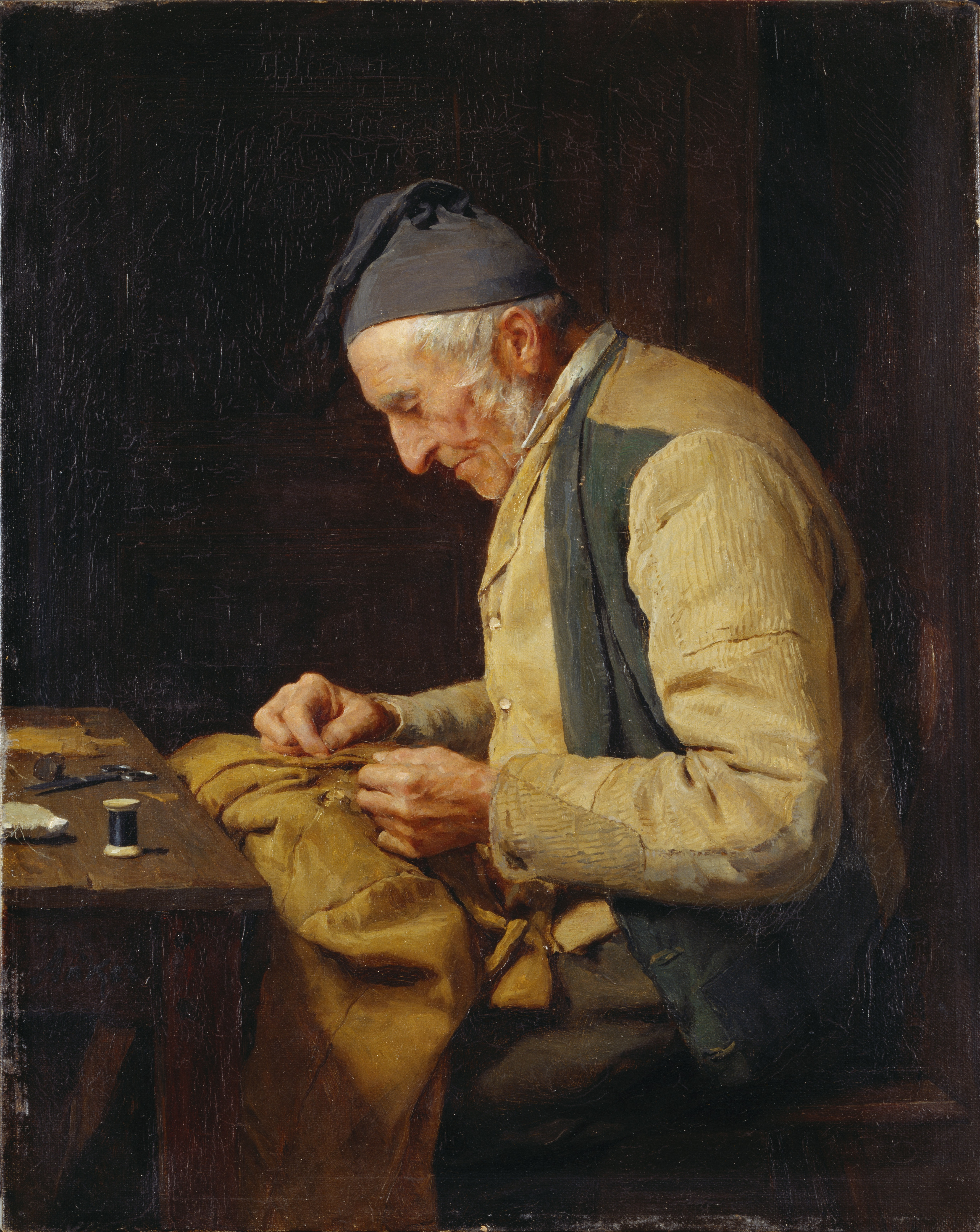
Il sarto del villaggio, 1894
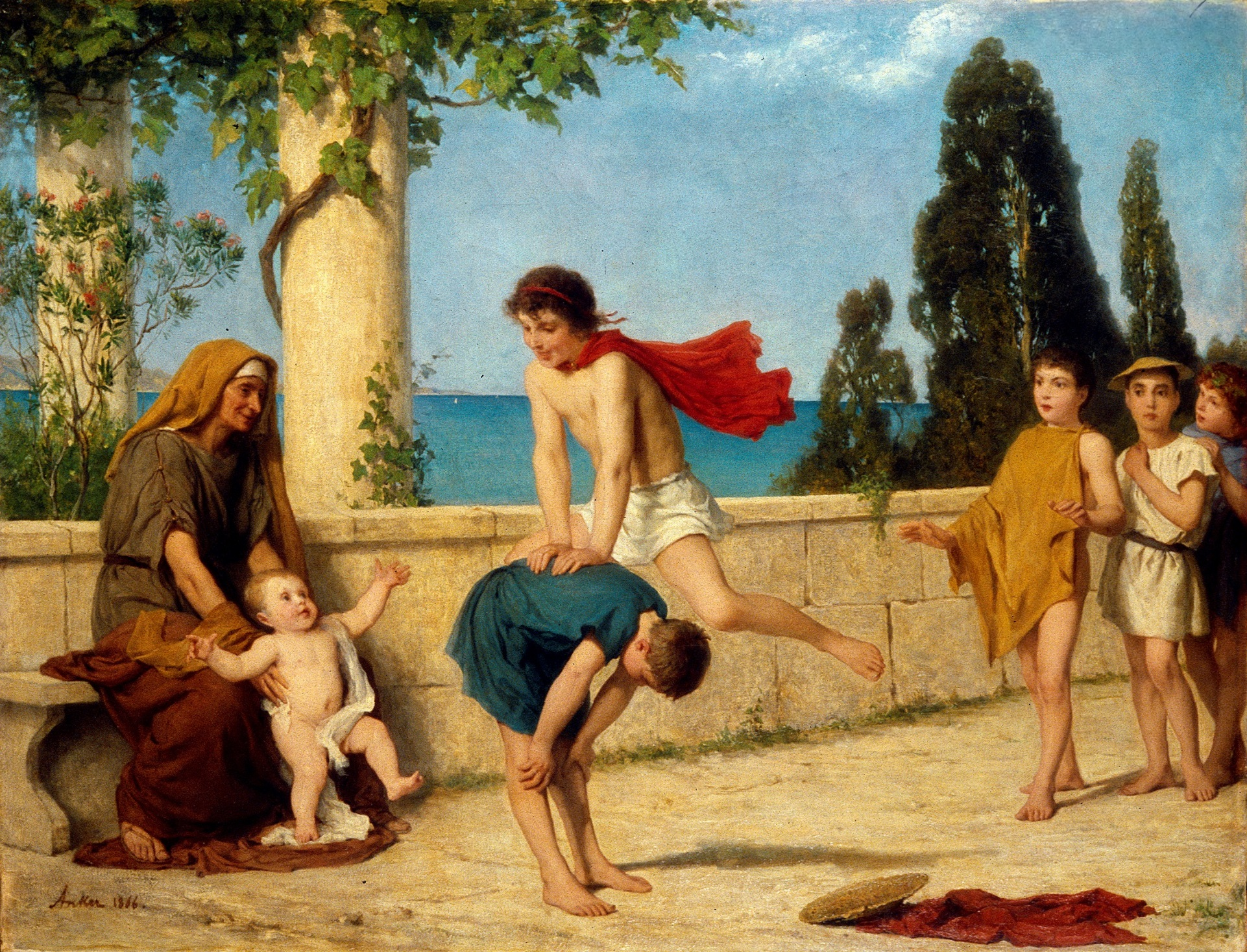
La cavallina, 1866
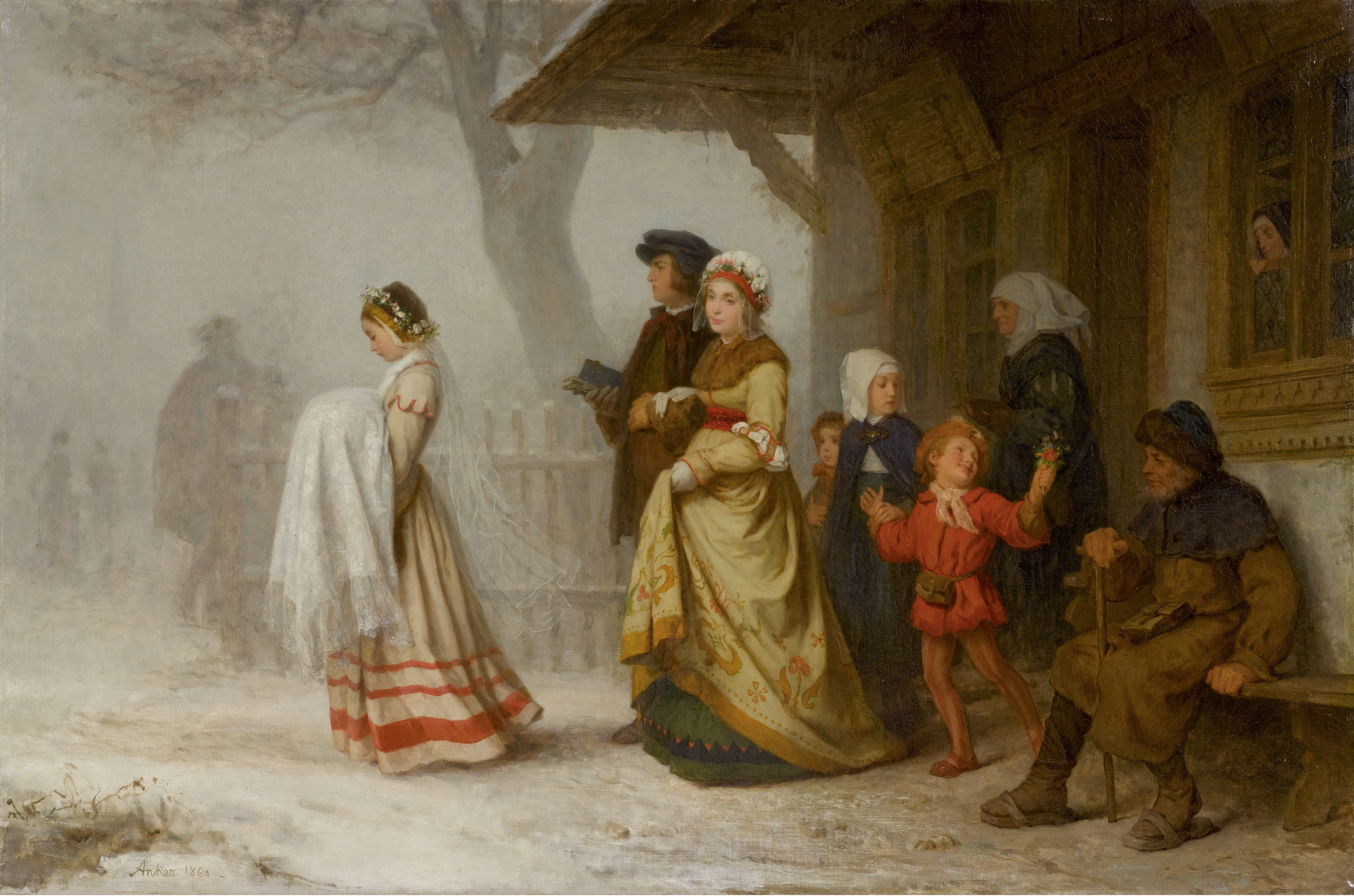
Battesimo, 1864
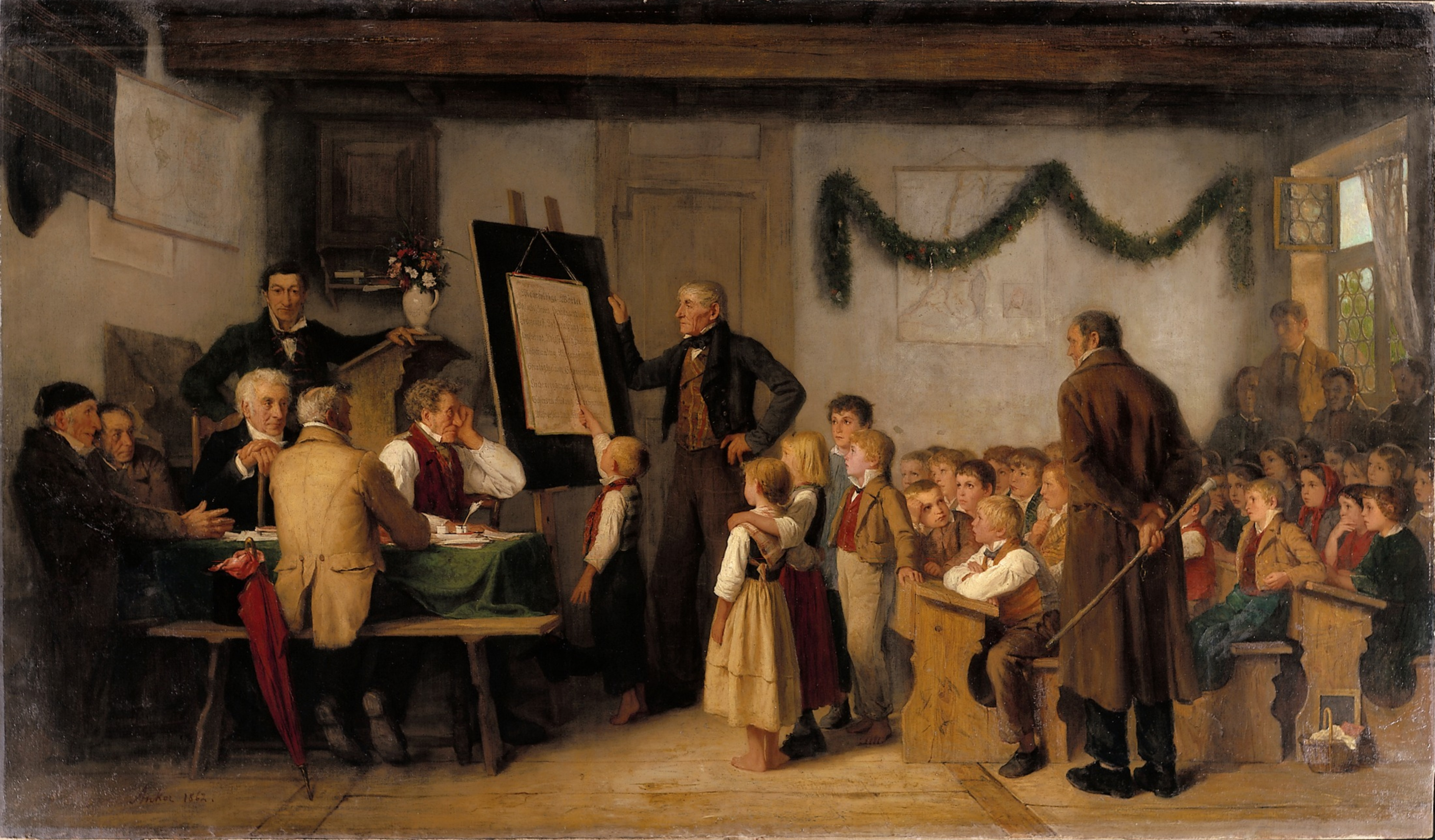
L'esame scolastico, 1862
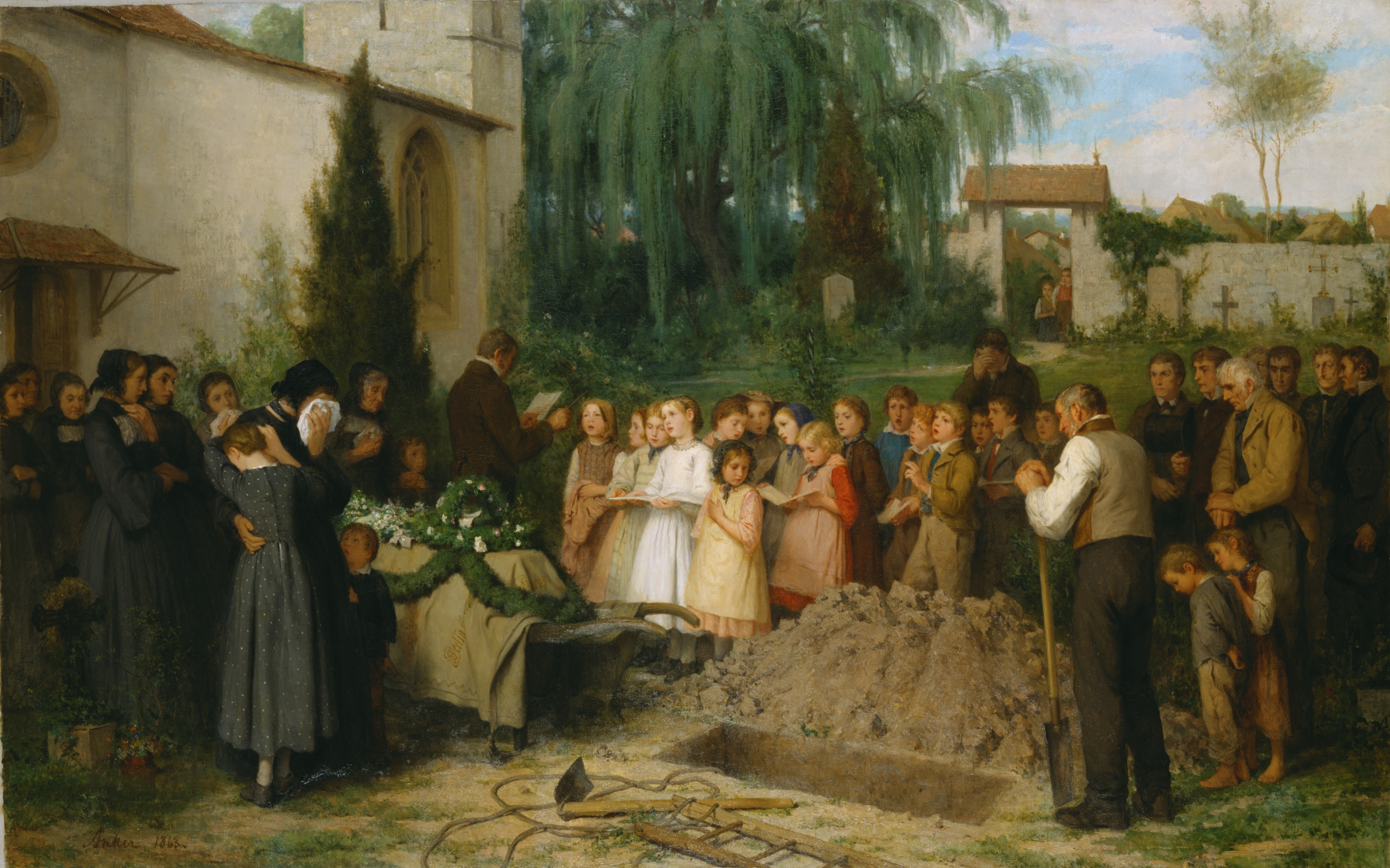
Funerale di un bambino, 1863
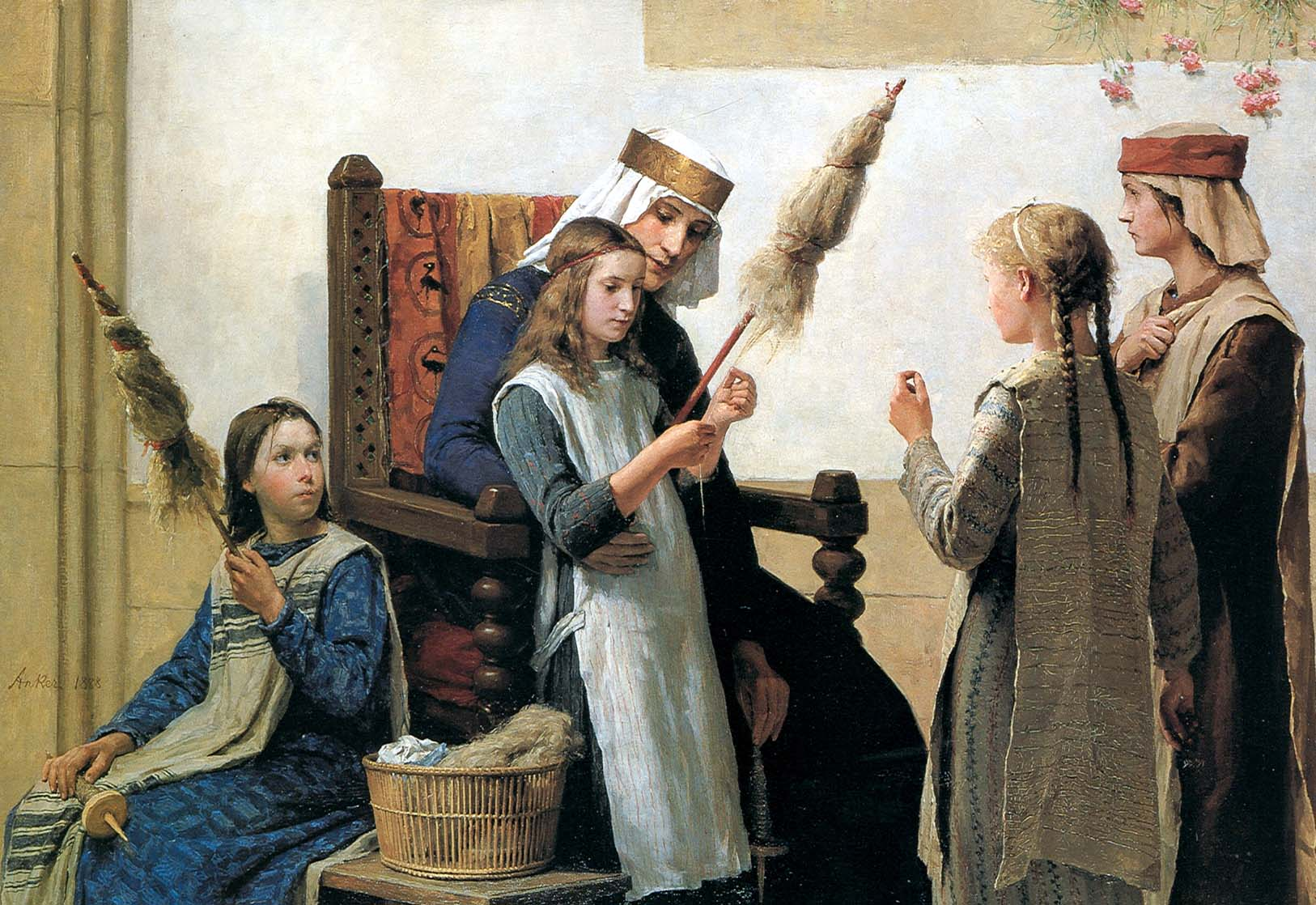
Regina Bertha e le Filarie, 1888
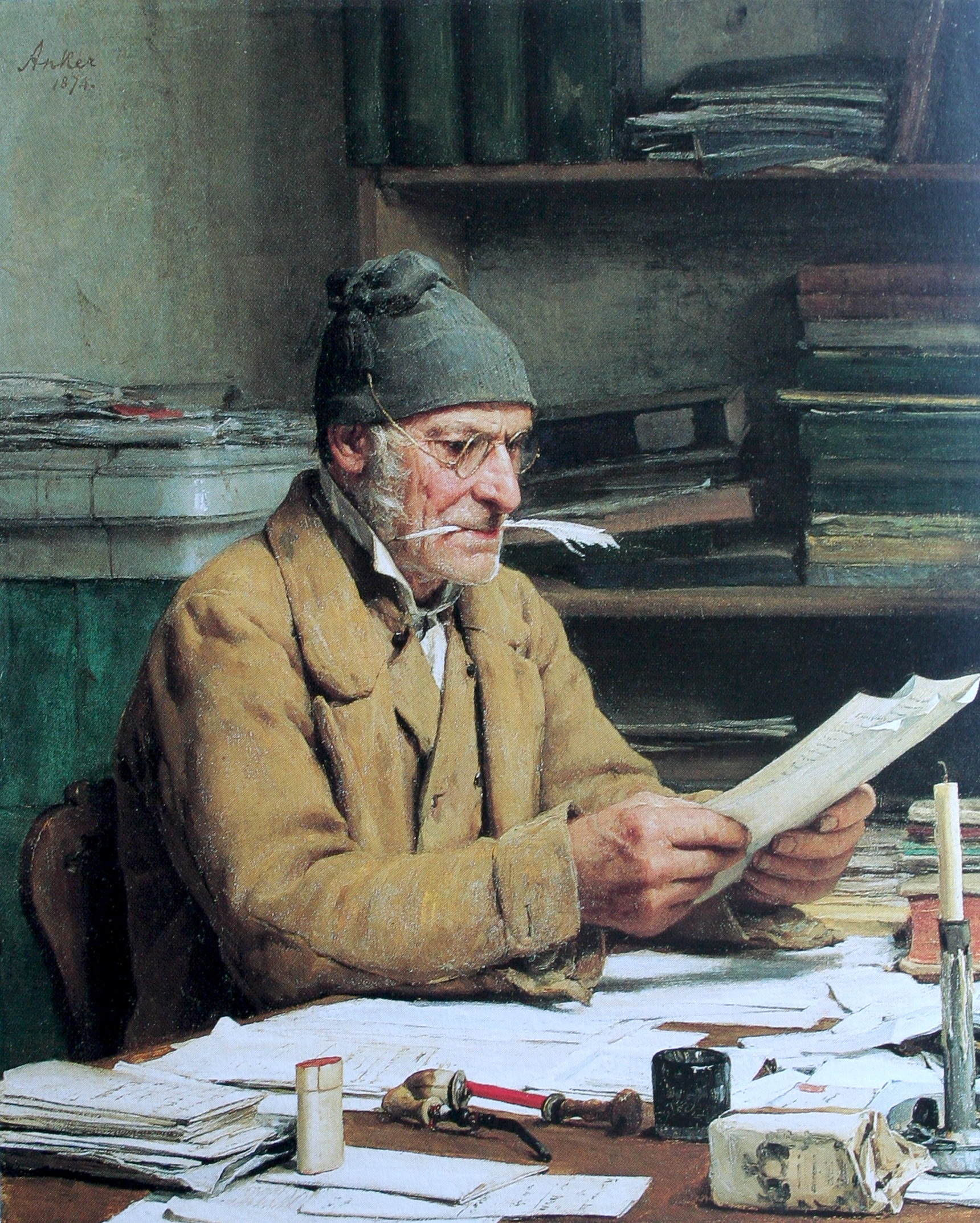
Il segretario comunale, 1874